# Olympische Sommerspiele 2024/Teilnehmer (Aruba)
| Gelbes Symbol für Goldmedaillen mit stilisierten Olympischen Ringen | Graues Symbol für Silbermedaillen mit stilisierten Olympischen Ringen | Braundes Symbol für Bronzemedaillen mit stilisierten Olympischen Ringen |
| ------------------------------------------------------------------- | --------------------------------------------------------------------- | ----------------------------------------------------------------------- |
| —                                                                   | —                                                                     | —                                                                       |

Aruba nahm an den Olympischen Spielen 2024 vom 26. Juli bis zum 11. August 2024 in Paris teil. Es war die insgesamt zehnte Teilnahme an Olympischen Sommerspielen.

## Teilnehmer nach Sportarten

### Radsport
Aruba erhielt eine Wildcard für das BMX-Rennen der Frauen.

#### BMX-Rennsport
| Athleten        | Wettbewerb | Viertelfinale | Viertelfinale | Halbfinale    | Halbfinale    | Finale        | Finale        | Rang |
| Athleten        | Wettbewerb | Punkte        | Rang          | Punkte        | Rang          | Zeit          | Rang          | Rang |
| --------------- | ---------- | ------------- | ------------- | ------------- | ------------- | ------------- | ------------- | ---- |
| Frauen          |            |               |               |               |               |               |               |      |
| Shanayah Howell | BMX-Rennen | 23            | 23            | ausgeschieden | ausgeschieden | ausgeschieden | ausgeschieden | 23   |

### Schießen
Für den Wettbewerb über 10 Meter mit der Luftpistole bei den Männern erhielt Aruba eine Wildcard.
| Athleten      | Wettbewerb       | Qualifikation   | Qualifikation | Finale          | Finale        | Rang |
| Athleten      | Wettbewerb       | Ringe/ Scheiben | Rang          | Ringe/ Scheiben | Rang          | Rang |
| ------------- | ---------------- | --------------- | ------------- | --------------- | ------------- | ---- |
| Männer        |                  |                 |               |                 |               |      |
| Philip Elhage | 10 m Luftpistole | 554             | 33            | ausgeschieden   | ausgeschieden | 33   |

### Schwimmen
Die olympischen Normzeiten des Weltverbandes erreichte Mikel Schreuders über 50 Meter Freistil.
| Athleten         | Wettbewerb     | Vorlauf | Vorlauf | Halbfinale    | Halbfinale    | Finale        | Finale        | Rang |
| Athleten         | Wettbewerb     | Zeit    | Rang    | Zeit          | Rang          | Zeit          | Rang          | Rang |
| ---------------- | -------------- | ------- | ------- | ------------- | ------------- | ------------- | ------------- | ---- |
| Frauen           |                |         |         |               |               |               |               |      |
| Chloe Farro      | 50 m Freistil  | 26,49 s | 32      | ausgeschieden | ausgeschieden | ausgeschieden | ausgeschieden | 32   |
| Männer           |                |         |         |               |               |               |               |      |
| Mikel Schreuders | 50 m Freistil  | 22,14 s | 26      | ausgeschieden | ausgeschieden | ausgeschieden | ausgeschieden | 26   |
| Mikel Schreuders | 100 m Freistil | 48,84 s | 26      | ausgeschieden | ausgeschieden | ausgeschieden | ausgeschieden | 26   |

### Segeln
Bei den Panamerikanischen Spielen 2023 gewann Aruba Quotenplätze in zwei Bootsklassen.
| Athleten         | Wettbewerb        | Qualifikation | Qualifikation | Medal Race    | Medal Race    | Punkte | Rang |
| Athleten         | Wettbewerb        | Punkte        | Rang          | Punkte        | Rang          | Punkte | Rang |
| ---------------- | ----------------- | ------------- | ------------- | ------------- | ------------- | ------ | ---- |
| Männer           |                   |               |               |               |               |        |      |
| Ethan Westera    | Windsurfen iQFoiL | 90            | 9             | Viertelfinale | Viertelfinale | —      | 8    |
| Just van Aanholt | Laser             | 178           | 33            | ausgeschieden | ausgeschieden | 178    | 33   |